# AG für Akkumulatoren- und Automobilbau
Die Aktiengesellschaft für Akkumulatoren- und Automobilbau in Berlin-Wedding, Ofenerstraße, gegründet von Alex Fischer, baute von 1919 bis 1922 Automobile mit elektrischem Antrieb unter dem Markennamen A.A.A.

## Unternehmensgeschichte
Ab 1922 erhielten die Elektrofahrzeuge dem Markennamen Elektric. Im gleichen Jahr nahm die Firma die Produktion von Kleinautos mit Benzin-Einbaumotoren auf. Diese wurden unter dem Namen Alfi vertrieben.
Die Fabrik wurde 1919 als Automobil- und Akkumulatorenbau GmbH für elektrische Fahrzeuge gegründet. Im Jahr 1920 wurde der Name in Auto- und Akkumulatorenfabrik Aktiengesellschaft (A.A.A.) geändert, der bis 1922 beibehalten blieb.
Die bis zum Jahr 1925 bestehende Nutzfahrzeugfabrik für Elektrofahrzeuge wurde ab 1922 mit der Firmenbezeichnung Aktiengesellschaft für Akkumulatoren- und Automobilbau weitergeführt.
A.A.A. war die erste deutsche Firma, die Autos mit Allradantrieb gebaut hat.
Die Produktion endete 1925 mit dem Konkurs der Firma.
Diese bekannte Nutzfahrzeugfabrik wird vielfach mit der Akkumulatorenfabrik AG verwechselt, die auch in Berlin, Askanischer Platz 3 von 1918 bis 1936 ansässig war. Dort wurden ebenfalls Elektrofahrzeuge von 1,5 bis 2 Tonnen Nutzlast mit der Marke Afa hergestellt, die unter anderem als Milchwagen eingesetzt wurden.

## Fahrzeuge
Es wurden Lieferwagen und Paketzustellerwagen für eine Nutzlast von 0,6 bis 2 Tonnen hergestellt. Diese Nutzfahrzeuge waren mit einem 8,5-PS-Elektromotor ausgestattet, der mit dem Vorgelege im gefederten Rahmen schwingend eingebaut wurde. Die Reichweite der beiden gebauten Typen betrug 60 km.
Der Typ A.A.A hatte als Lieferwagen eine kurze Motorhaube, die schräg anstieg. Die Speichenräder waren mit Vollgummi belegt und der Aufbau wurde je nach Bedarf gefertigt. Die Elektrofahrzeuge hatten zum Teil eine nach vorne ausstellbare Windschutzscheibe auf der Beifahrerseite, die Fahrerhausseite war offen.
Ein weiteres Nutzfahrzeug war der Typ A.G.A.